# Přestavlky (Litoměřicei járás)
Přestavlky település Csehországban, a Litoměřicei járásban. Přestavlky Martiněves, Kleneč, Račiněves, Roudnice nad Labem, Budyně nad Ohří és Dušníky településekkel határos. Lakosainak száma 287 fő (2024. január 1.).

## Népesség
A település lakosságának változását az alábbi diagram mutatja:
| Lakosok száma | 264  | 278  | 353  | 269  | 284  | 218  | 276  | 296  | 294  | 287  |
|               | 1869 | 1890 | 1921 | 1950 | 1980 | 2001 | 2017 | 2019 | 2022 | 2024 |